# S250-es személyvonat
Az S250-es személyvonat egy személyvonat Kelebia vasútállomás és Kiskunhalas vasútállomás között.

## Története
2013-ban elkezdték bevezetni a viszonylatjelzéseket a budapesti elővárosi vasútvonalakon, majd kis részben az országos vasúti közlekedésben is. Az augusztusi próbaüzemet követően december 15-től először a Déli pályaudvarra érkező összes vonat kapott S-, G- vagy Z- előtagot (Személy, Gyors, Zónázó) és két számból álló utótagot, majd 2014-ben az összes többi budapesti elővárosi vonat, illetve néhány egyéb járat, köztük ez is. A Budapestet érintő vonatok két, míg a fővárost nem érintő vonatok három számjegyű számokat kaptak. Ezen logika mentén a vasútvonal számozása alapján a 150-es számú vasútvonalon közlekedő, addig elnevezés nélküli, Kelebia és Kiskunhalas közt közlekedő személyvonat 2014. december 14-én S250-es jelzést kapott. Napi 3-4 pár közlekedik Kelebia és Kiskunhalas között. Ebből 1 Kunszentmiklós-Tassig közlekedik. Vonatszáma  négyjegyű, 79-cel kezdődik.
2022. február 1-jétől a Budapest–Kunszentmiklós-Tass–Kelebia-vasútvonalon elkezdődik a pályafelújítás. A vonatokat Kunszentmiklós és Kelebia között többnyire helyközi buszjáratok pótolják. S250-es jelzéssel pótlóbusz is közlekedik Kecskemét – Kiskőrös – Kiskunhalas (– Kelebia) útvonalon. 2022. május 1-jétől a teljes vasútvonalon szünetel a vasúti közlekedés. Vonatok helyet a teljes vonalat a Volánbusz pótolja. Szeged és Kelebia között új pótlóbusz járat közlekedik.

## Útvonala
Kelebia-Tompa-Kiskunhalas-Pirtó-Kunszentmiklós-Tass